# Федерація роботодавців транспорту України
Всеукраїнське об'єднання організацій роботодавців транспорту «Федерація роботодавців транспорту України» (ФРТУ) - заснована у 2005 р. громадська організація, до складу якої входять обласні об'єднання роботодавців транспорту із загальною кількістю працюючих понад 350 тис. осіб.  До складу Правління входять керівники членських організацій ФРТУ - досвідчені фахівці. У складі Правління – Міністри транспорту України, колишні заступники Міністра транспорту України, Народні депутати України різних скликань, академіки Транспортної академії України, заслужені працівники транспорту. ФРТУ є офіційною стороною соціально-економічного партнерства у переговорах та підписанні тристоронніх територіальних, галузевих та генеральних угод, дійсним членом Національної тристоронньої соціально-економічної ради при Президентові України від сторони роботодавців.

## Функції
Федерація в інтересах організацій роботодавців, що входять до її складу, виконує такі функції:
- бере участь в укладанні генеральних, регіональних та галузевих угод, забезпечує виконання своїх обов’язків за укладеними договорами;
- представляє та захищає права і законні інтереси своїх членів у відносинах з центральними органами державної влади України, профспілками, їх об’єднаннями та іншими організаціями найманих працівників у сфері регулювання соціально-трудових та економічних відносин;
- здійснює моніторинг проблем підприємницької діяльності, узагальнює пропозиції роботодавців та вносить їх для розгляду до відповідних органів державного регулювання;
- вносить до центральних органів державної влади України пропозиції з питань, пов’язаних з її статутною діяльністю;
- проводить експертизу проектів законів та інших нормативно-правових актів з питань, що стосуються прав та інтересів їх членів;
- бере участь у формуванні та проведенні державної політики зайнятості населення в галузі транспорту;
- забезпечує соціальний захист своїх членів, опікується питаннями навчання та підготовки кадрів за напрямками діяльності, надає консультативну допомогу членам Об'єднання.
- відповідно до Постанови КМУ від 02 квітня 2008 р. № 280 взаємодіє з Кабінетом Міністрів України та центральними органами державної влади при прийнятті рішень з питаннях, що стосуються соціально-трудової сфери в галузі транспорту.

ФРТУ бере активну участь в роботі конкурсних комітетів з визначення відповідності перевізників-претендентів на допуск до роботи на автобусних маршрутах загального користування.
Об'єднання спільних зусиль роботодавців-транспортників дозволяє більш успішно відстоювати свої законні інтереси, як на етапі розробки і прийняття законодавчих та нормативних актів, що регламентують їх дії, так і в практичній реалізації інтересів роботодавців.